# Zezschwitz

Wappen derer von Zezschwitz

Zezschwitz ist der Name einer meißnischen Uradelsfamilie mit dem Stammhaus Zeschwitz bei Leisnig.

## Geschichte
Das Geschlecht erscheint urkundlich erstmals 1228 mit Otto de Zeczewiz. Die Stammreihe der Familie beginnt 1286 mit Siegmund von Zezschwitz.
Im Besitz der Familie waren die Rittergüter Thräna, Saritsch, Lubachau, Deutschbaselitz (Oberlausitz) und Piskowitz ab 1695, nachdem sie für 38.000 Taler von der Familie von Luttitz erworben wurden. 1730 erwarb Hans Heinrich von Zezschwitz  die Rittergüter Ober- und Niedertaubenheim und 1751 Schloss Spreewiese (vormals Groß-Leichnamb).
Um 1800 sind Karl Heinrich und Friedrich Christlieb von Zezschwitz genannt, die den Deutschbaselitzer Großteich in seine heutige Form überführen ließen und bis mindestens 1867 Teichwirtschaft betrieben. 1945 werden der Familie die Güter enteignet.
Seit dem 2. Januar 1861 besteht ein Familienverband.

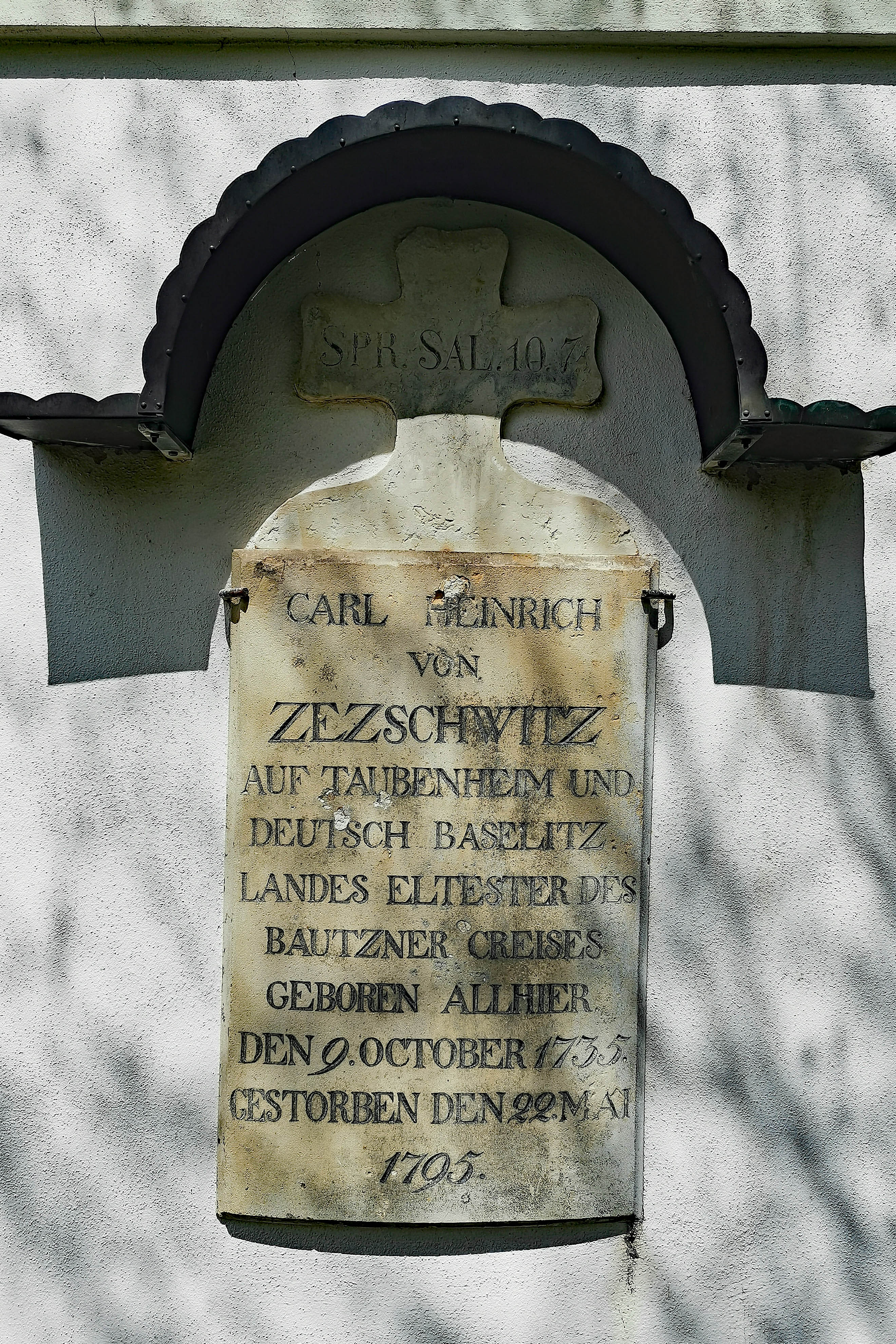
Epitaph für Carl Heinrich von Zezschwitz an der Kirche von Obertaubenheim

## Wappen
Das Wappen zeigt in Silber eine entwurzelte grüne Linde, an der ein goldbeschlagenes rotes Jagdhorn hängt. Auf dem Helm mit rot-silbernen Decken das Schildbild.

## Personen
- Wolfgang Kaspar von Zezschwitz (1731–1802), kaiserlicher Feldmarschall-Lieutenant[5]
- Hans Gottlob von Zezschwitz (1736–1818), sächsischer General der Kavallerie
- Joachim Friedrich Gotthelf von Zezschwitz (1740–1820), sächsischer General, Bruder von Hans Gottlob
- Johann Adolf von Zezschwitz (1779–1845), sächsischer Kriegsminister; Generalleutnant
- Robert Eduard von Zezschwitz (1808–1880), sächsischer Hofmarschall und Major
- Carl Adolf Gerhard von Zezschwitz (1825–1886), lutherischer Theologe
- Theodor von Zezschwitz (1843–1906), sächsischer Rittergutsbesitzer, Jurist und Politiker
- Clemens von Zezschwitz (1854–1936), sächsischer Rittergutsbesitzer, Deutschbaselitz, Fideikommissherr, Oberst a. D.
- Willibald von Zezschwitz (1876–1948), Justizrat, Leiter des DVSTB in München, Ludendorffs Verteidiger im Hitlerprozess
- Hans von Zezschwitz (1887–1948), Amtshauptmann in Oelsnitz und Großenhain, Rittergutsmitinhaber Deutschbaselitz
- Ecke von Zezschwitz (1922–2003), Bodenkundler, Agrikulturchemiker und Geologe
- Beate Dry-von Zezschwitz (* 1940), Kunsthistorikerin[6]
- Friedrich Wilhelm von Zezschwitz (* 1935), Jurist (Fachbereiche Öffentliches Recht, Steuerrecht), Hessischer Datenschutzbeauftragter[7]
- Paultheo von Zezschwitz (* 1972), Chemiker und Unternehmer